# ضبط معياري
في الموسيقى، الضبط المعياري هو الضبط الشائع لآلة وترية. وهو ضد السكورداتورا، أي ضبط بديل يهدف لتعديل الجرس أو القدرات التقنية للآلة المقصودة.

## عائلة الكمان
تعود أكثر الأوتار المعزوفة بواسطة قوس شيوعا حاليا لعائلة الكمان؛ نذكرها مع تشكيلات ضبطها المعيارية:
- الكمان – صول3 ري4 لا4 مي5 (خامسات مثالية نازلة تبدأ من صول تحت دو الوسطى)
- الكمان الأوسط – دو3 صول3 ري4 لا4 (تحت الضبط المعياري لكمان بخامسة مثالية)
- الكمان الجهير – دو2 صول2 ري3 لا3 (أدنى من ضبط الكمان الأوسط بأوكتاف)
- الكمان الأجهر – مي1 لا1 ري2 صول2 (رابعات مثالية نازلة يتطابق فيها الوتر المفتوح ذو أعلى صوت مع الصول في الكمان الجهير)
- كمان أجهر بإضافة دو منخفضة – دو1 مي1 لا1 ري2 صول2 (نفسه باستثناء دو المنخفضة التي تقع تحت مي المنخفضة في كمان أجهر معياري ذي أربعة أوتار وتبعد عنها بمسافة ثالثة كبيرة)
- كمان أجهر بخمسة أوتار – سي0 مي1 لا1 ري2 صول2 (تضاف سي منخفضة ليظل الضبط مكونا من رابعات مثالية)

## عائلة كمان الساق
قد يعتبر الكمان الأجهر عضو بيس في عائلة كمان الساق. تضبط الأعضاء الصغرى برابعات صاعدة مع ثالثة كبيرة في الوسط، وذلك كالتالي:
- كمان ساق الجواب – ري3 صول3 دو4 مي4 لا4 ري5 (رابعات مثالية صاعدة باستثناء ثالثة كبيرة بين الوترين 3 و 4)
- كمان ساق التينور – صول2 دو3 فا3 لا3 ري4 صول4 (تحت كمان ساق الجواب برابعة مثالية)
- كمان ساق البيس – ري2 صول2 دو3 مي3 لا3 ري4 (أدنى بأوكتاف من كمان ساق الجواب)
- كمان ساق بسبعة أوتار – لا1 ري2 صول2 دو3 مي3 لا3 ري4 (تضاف لا منخفضة إضافية)

## عائلة القيثارة

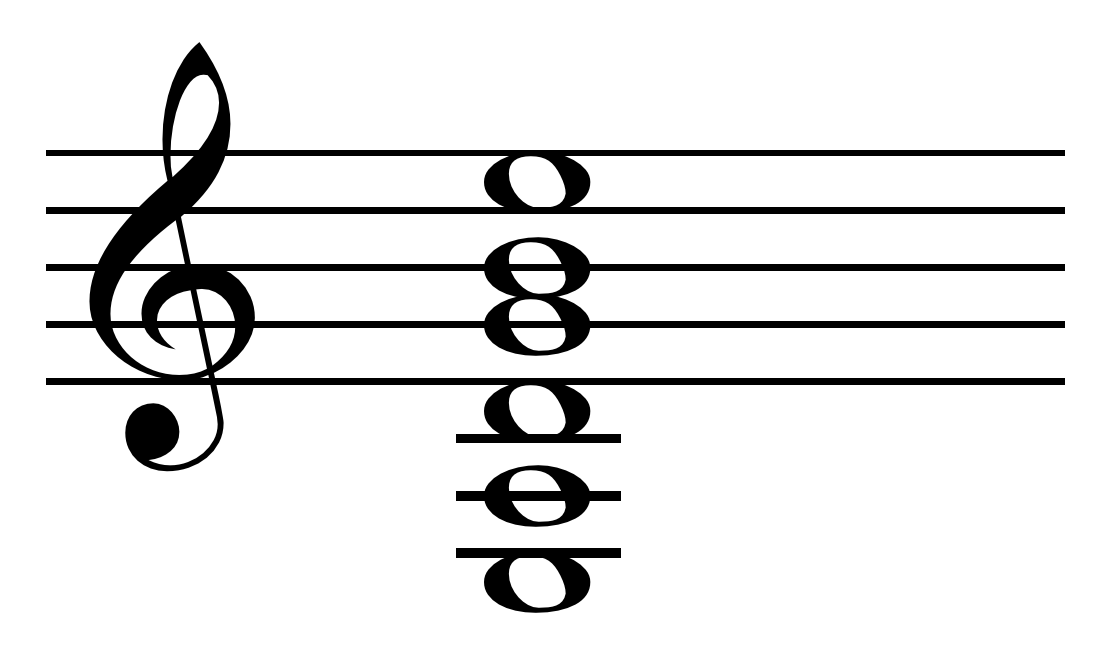
ضبط القيثارة المعياري.

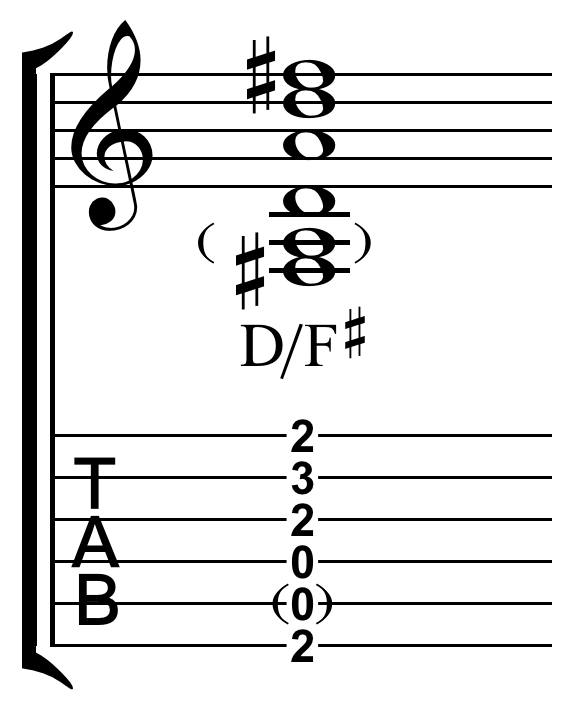
كورد خط مائل ري/فا♯.

توجد المزيد من تشكيلات الضبط المعياري للغيتارات وغيتارات البيس حسب عدد الأوتار التي تتوفر عليها الآلة .
- قيثارة ست أوتار (أكثر التشكيلات شيوعا) – مي2 لا2 ري3 صول3 سي3 مي4 (رابعات مثالية صاعدة باستثناء الثالثة الكبيرة بين صول وسي). تقع مي المنخفضة تحت الدو في كمان جهير مضبوط معياريا بثالثة كبيرة.
- آلة عود عصر النهضة – مي2 لا2 ري3 فا♯3 سي3 مي3 (يستعملها عازفوا القيثارة الكلاسيكية في بعض المعزوفات؛ مطابقة للضبط المعياري للقيثارة العادية، باستثناء الفا♯ المنزلة بنصف بعد من وتر صول المعياري، مما تنتج عنه رابعة مثالية بين الوترين الثاني والثالث بدل الثالث والرابع)
- قيثارة سبع أوتار – سي1 مي2 لا2 ري3 صول3 سي3 مي4 (مطابقة، باستثناء سي المنخفضة التي تحا مي المنخفضة في قيثارة الست أوتار بمسافة رابعة)
- قيثارة بيس أربع أوتار (الأكثر شعبية) – مي1 لا1 ري2 صول2 (يتطابق ضبطها المعياري مع ضبط الكمان الأجهر ذي الأربع أوتار)
- قيثارة ييس خمس أوتار – سي0 مي1 لا1 ري2 صول2 (مشابه لقيثارة بيس الأربع أوتار مع إضافة سي منخفضة تحت المي برابعة مثالية)
- قيثارة بيس ست أوتار – سي0 مي1 لا1 ري2 صول2 دو3 (مشابه لقيثارة بيس الخمس أوتار مع إضافة وتر دو عالية يعلو الصول برابعة مثالية)
- قيثارة باريتون (استخدام قديم) / ست أوتار (استخدام قديم) مثل الفيندر بيس VI – مي1 لا1 ري2 صول2 سي2 مي3 (مشابه للضبط المعياري لقيثارة عادية لكنه تحته بأوكتاف، ويعزف عادة كقيثارة عادية بدل قيثارة البيس)
- قيثارة باريتون (نسخ معاصرة) – سي1 مي2 لا2 ري3 فا♯3 سي3، يدنو الضبط المعياري برابعة باستثناء تحويل لا إلى لا؛ يستعمل أيضا ضبط تحته بخامسة
- قيثارة اثني عشر وترا – مي3 مي2 لا3 لا2 ري4 ري3 صول4 صول3 سي3 سي3 مي4 مي4، في ست مسارات مزدوجة الأوتار

## أخرى
من بين تشكيلات الضبط المعيارية لآلات أخرى:
- بانجو (خمس أوتار): صول4 ري3 صول3 سي 3 ري4 لنوع البلوغراس؛ يستخدم عازفوا البانجو القدامى وعازفوا بانجو الفولك هذا بالإضافة إلى تشكيلات الضبط أخرى عديدة
- مندولا: دو3 صول3 ري4 لا4 (مطابق لضبط الكمان الأوسط المعياري)
- مندولين: صول3 ري4 لا4 مي5 (مطابق لضبط الكمان العادي المعياري)
- پيپا: لا2 ري3 مي3 لا3 (شائع الاستعمال في الأوركسترا الصينية؛ توجدة عدة تشكيلات ضبط أخرى)
- بالالايكا (پريما): مي4 مي4 لا5 (وترا مي منفصلان وينتميان لمسارين اثنين)
- ريكوينتو فيراكروزي: دو3 ري3 صول3 دو4 (وتر صول مضبوط كمثيله في القيثار)
- أكلال (سوبرانو): صول4 دو4 مي4 لا4 (دو6) و لا4 ري4 فا♯4 سي4